# Bodenfelde
Bodenfelde es un municipio situado en el distrito de Northeim, en el estado federado de Baja Sajonia (Alemania). Su población a finales de 2016 era de unos 3176 habitantes.
Se encuentra ubicado a poca distancia al noreste de la frontera con el estado de Hesse.